# 구리노정
구리노정(일본어: 栗野町)은 일본 가고시마현 북부 아이라군에 속했던 정이다. 현재의 유스이정 남부에 해당한다.

## 역사
- 1889년 4월 1일 - 정촌제 시행에 의해 구와바라군 구리노촌이 성립하였다.
- 1896년 3월 29일 - 구리노촌 관할권이 아이라군으로 변경되었다.
- 1932년 4월 1일 - 정으로 승격해 구리노정이 되었다.
- 2005년 3월 22일 - 요시마쓰정과 합병해, 유스이정이 성립하였다. 동일 구리노정은 폐지되었다.

## 교통

### 철도
- 규슈 여객철도
  - 히사쓰 선
  - 깃토 선

### 도로
- 규슈 자동차도
- 국도 268호선

## 참고 문헌
- 角川日本地名大辞典編纂委員会,『角川日本地名大辞典 鹿児島県』1983, 角川書店